# Flughafen Newport (Rhode Island)

i8
i11
i13

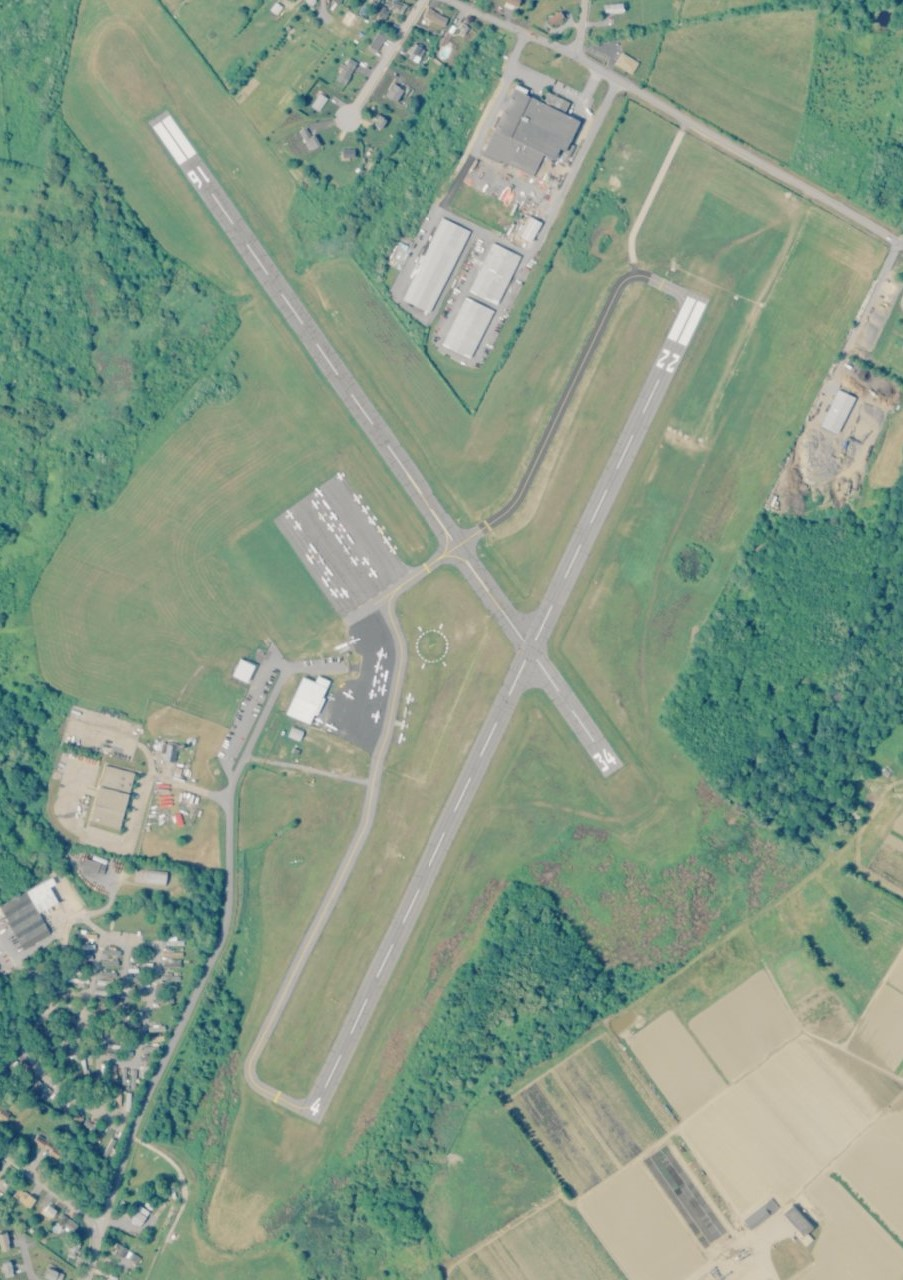
Flughafen Newport (Rhode Island), 2006

Der Newport State Airport (IATA-Code: NPT, ICAO-Code: KUUU) ist ein öffentlicher Flughafen auf 52 m Seehöhe 4 km nordöstlich von Newport, Rhode Island, in den Vereinigten Staaten. Die Fläche des Flughafens beträgt 89 ha. Er hat zwei Asphaltpisten mit 914 m bzw. 799 m und jeweils 23 m Breite.

## Geschichte
Der Flughafen wurde im Januar 1947 eröffnet.
Im Jahr 1960 wurde er vom Bundesstaat Rhode Island übernommen. 1963 wurde Land zugekauft und der Flugplatz verdoppelte etwa seine Größe. 1967 wurden die beiden asphaltierten Landebahnen fertiggestellt.
Seit 2021 betreibt Tradewind Aviation eine Linienverbindung nach New York.

## Flugbetrieb
Im Jahre 2021 haben 20.885 Flugbewegungen stattgefunden, 19.250 lokale Bewegungen, 810 Zwischenlandungen, 725 Air-Taxi-Flüge und 100 militärische Flüge. 10 einmotorige Turboprop-Flugzeuge waren 2021 hier stationiert.